# Stadion Na Stínadlech
Het Stadion Na Stínadlech is een voetbalstadion in de Tsjechische stad Teplice. Na Stínadlech is de thuisbasis van FK Teplice, dat hier sinds de opening van het stadion in 1973 speelt. Het stadion werd ook regelmatig gebruikt voor wedstrijden van het Tsjechisch nationaal elftal. In het seizoen 2010/11 speelde ook FK Ústí nad Labem haar thuiswedstrijden in Teplice, omdat het eigen Městský stadion niet aan de eisen voldeed. Van de 18.221 zitplaatsen bevinden zich 17.255 onder het dak. De overige zitplaatsen maken deel uit van de kleine onoverdekte noordtribune.

## Interlands
Het Tsjechisch voetbalelftal speelde in de periode 1996 tot en met 2012 20 interlands in Stadion Na Stínadlech, waarvan achttien werden gewonnen.
| 1  | 18 september 1996 | Tsjechië – Malta           | 6 – 0 | WK-kwalificatie   |
| 2  | 20 augustus 1997  | Tsjechië – Faeröer         | 2 – 0 | WK-kwalificatie   |
| 3  | 14 oktober 1998   | Tsjechië – Estland         | 4 – 1 | EK-kwalificatie   |
| 4  | 27 maart 1999     | Tsjechië – Litouwen        | 2 – 0 | EK-kwalificatie   |
| 5  | 8 september 1999  | Tsjechië – Bosnië en Herz. | 3 – 0 | EK-kwalificatie   |
| 6  | 29 maart 2000     | Tsjechië – Australië       | 3 – 1 | Vriendschappelijk |
| 7  | 7 oktober 2000    | Tsjechië – IJsland         | 4 – 0 | WK-kwalificatie   |
| 8  | 6 juni 2001       | Tsjechië – Noord-Ierland   | 3 – 1 | WK-kwalificatie   |
| 9  | 5 september 2001  | Tsjechië – Malta           | 3 – 2 | WK-kwalificatie   |
| 10 | 16 oktober 2002   | Tsjechië – Wit-Rusland     | 2 – 0 | EK-kwalificatie   |
| 11 | 20 november 2002  | Tsjechië – Zweden          | 3 – 3 | Vriendschappelijk |
| 12 | 30 april 2003     | Tsjechië – Turkije         | 4 – 0 | Vriendschappelijk |
| 13 | 12 november 2003  | Tsjechië – Canada          | 5 – 1 | Vriendschappelijk |
| 14 | 6 juni 2004       | Tsjechië – Estland         | 2 – 0 | Vriendschappelijk |
| 15 | 26 maart 2005     | Tsjechië – Finland         | 4 – 3 | WK-kwalificatie   |
| 16 | 8 juni 2005       | Tsjechië – Macedonië       | 6 – 1 | WK-kwalificatie   |
| 17 | 2 september 2006  | Tsjechië – Wales           | 2 – 1 | EK-kwalificatie   |
| 18 | 15 oktober 2008   | Tsjechië – Slovenië        | 1 – 0 | WK-kwalificatie   |
| 19 | 12 augustus 2009  | Tsjechië – België          | 3 – 1 | Vriendschappelijk |
| 20 | 11 september 2012 | Tsjechië – Finland         | 0 – 1 | Vriendschappelijk |

## Trivia
- Een scene uit de film The Pink Panther (2006) is opgenomen in Na Stínadlech.[3]

Andrův stadion (SK Sigma Olomouc) ·
Ďolíček (Bohemians Praag 1905) ·
Fotbalový stadion Střelecký ostrov (SK Dynamo České Budějovice) ·
Letní stadion (FK Pardubice) ·
Malšovická aréna (FC Hradec Králové) ·
Městský stadion (MFK Karviná) ·
Městský stadion (FK Mladá Boleslav) ·
Městský stadion v Ostravě-Vítkovicích (FC Baník Ostrava) ·
Městský fotbalový stadion Miroslava Valenty (1. FC Slovácko) ·
Na Julisce (FK Dukla Praag) ·
Stadion Na Stínadlech (FK Teplice) ·
Fortuna arena (SK Slavia Praag) ·
Stadion města Plzně (FC Viktoria Pilsen) ·
Stadion Sparty na Letné (AC Sparta Praag) ·
Stadion Střelnice (FK Jablonec) ·
Stadion u Nisy (FC Slovan Liberec)
Andrův stadion (SK Sigma Olomouc „B“) ·
Letná (FC Zlín) ·
Městský fotbalový stadion Srbská (FC Zbrojovka Brno) ·
Městský stadion (Slezský FC Opava) ·
Městský stadion v Kotlině (FK Varnsdorf) ·
Městský stadion v Ostravě-Vítkovicích (FC Baník Ostrava „B“) ·
Hřiště v Kvapilově ulici (FC Silon Táborsko) ·
Sportovní areál Drnovice (MFK Vyškov) ·
Sportovní areál Na Chvalech (SK Slavia Praag "B") ·
Stadion FK Viktoria Žižkov (FK Viktoria Žižkov / AC Sparta Praag „B“) · 
Stadion SK Líšeň (SK Líšeň 2019) ·
Stadion v Jiráskově ulici (FC Vysočina Jihlava) ·
Stadion v Kollárově ulici (FC Sellier & Bellot Vlašim) ·
Stadion Za Místním nádražím (1. SK Prostějov) ·
Stadion Za Vodojemem (MFK Chrudim) ·
Stadion Evžena Rošického · Strahovstadion